# Bruchhof-Sanddorf
Bruchhof-Sanddorf ist ein Stadtteil der saarpfälzischen Kreisstadt Homburg im Saarland. Er setzt sich zusammen aus den zwei Teilen Bruchhof und Sanddorf, die auf den Ortsschildern getrennt erwähnt werden, jedoch ineinander übergehen. Zu Bruchhof gehört auch das außerhalb liegende Eichelscheid.

## Geographische Lage
Bruchhof und Sanddorf liegen nordöstlich von Homburg auf einer Höhe von ca. 250 m ü. NHN. Nach naturräumlicher Gliederung gehören die tieferen Lagen – Richtung Königsbruch bzw. Closenbruch – zum Homburger Becken, einem Teil der St. Ingbert-Kaiserslauterer Senke. Die höheren Lagen – zum Wald zu – gehören dagegen zum Naturraum Sickinger Stufe, einem Teil des Zweibrücker Westrichs.
Sanddorf und die westlichen Teile Bruchhofs entwässern über das Closenbruch in den Erbach und die Blies, die Bereiche nördlich und östlich der Berliner Straße und der Johannesstraße entwässern über das Königsbruch und den Schwarzbach in den Glan.

## Einwohner
Bruchhof-Sanddorf hat 3.015 Einwohner (Stand: 1. Oktober 2024), davon fallen 1.867 auf Bruchhof und 1.148 auf Sanddorf.

## Politik
Bis 2024 wurde der Ort nur von einem Ortsvertrauensmann vertreten, den die bei den Stadtratswahlen als stärkste politische Kraft hervorgegangene Partei stellte. Bei den Kommunalwahlen am 9. Juni 2024 wurde erstmals ein Ortsrat in Bruchhof-Sanddorf gewählt. Dieser wählte Thomas Morsch (CDU) zum Ortsvorsteher. Die neun Sitze verteilen sich wie folgt:
- CDU: 4
- SPD: 3
- BfH: 1
- Bündnis ’90/Die Grünen: 1

## Bruchhof

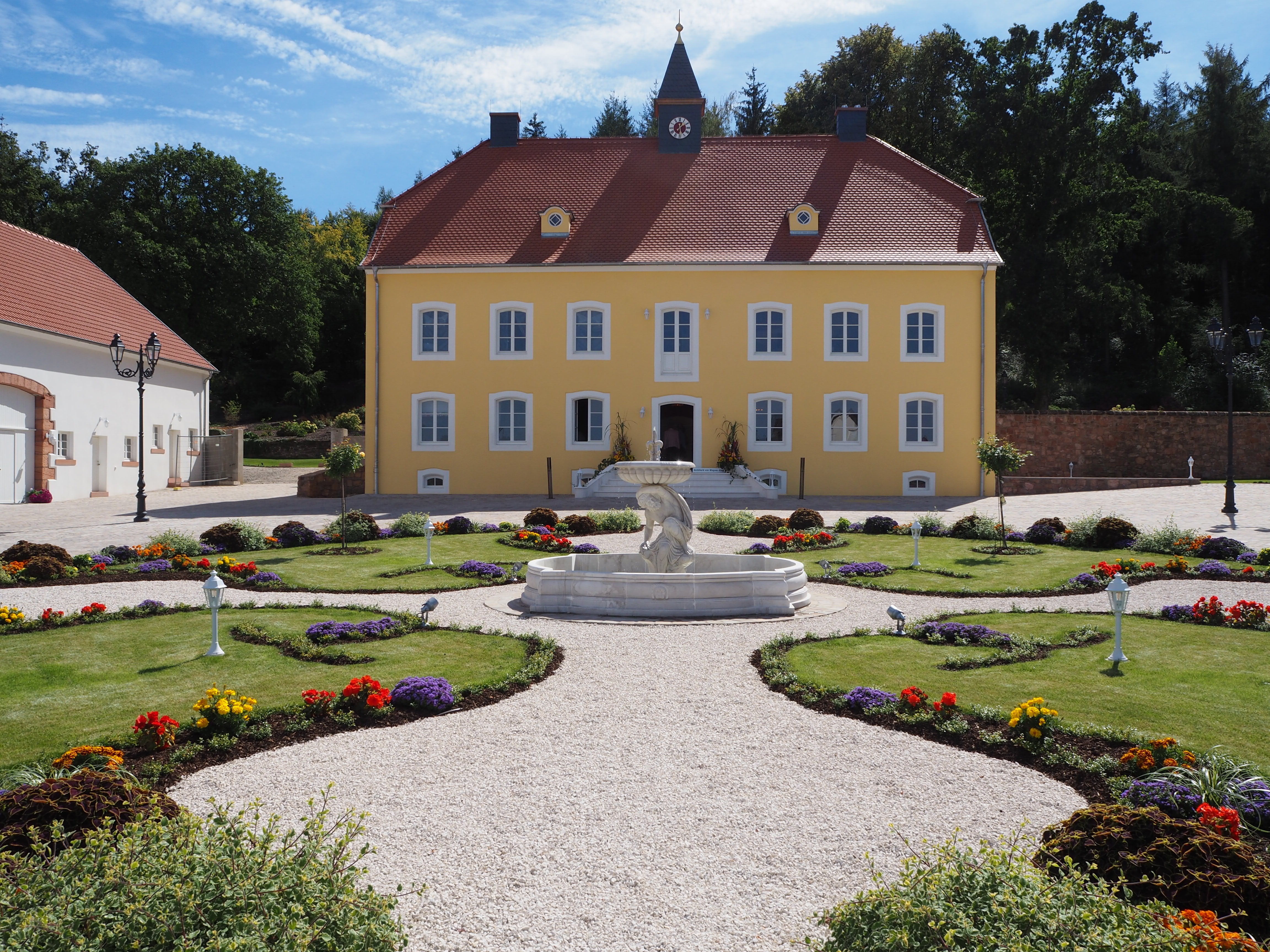
Gut Königsbruch, früher „Tascher Hof“

Auf der Karte von Tilemann Stella von 1564/1565 ist im Bereich des heutigen Bruchhofs nur ein Gehöft, der Naun-Hof verzeichnet. 1760/70 wurde der Bruchhof, später Königsbrucher Hof, dann nach seinem vorletzten Besitzer Tascher Hof und heute Gut Königsbruch benannte Hof erbaut. Dieser liegt am nordöstlichen Ortsrand von Bruchhof und steht unter Denkmalschutz. Das Herrenhaus mit Wirtschaftsgebäuden hat große Ähnlichkeit mit dem 1760 erbauten Louisenhof auf dem Buchenbergsoll, der die Keimzelle des Schlosses Karlsberg war.
Das Königsbruch, das dem Königsbrucher Hof und damit wohl letztendlich Bruchhof seinen Namen gab, ist Teil des Landstuhler Bruchs, einer ausgedehnten Moorniederung.
Im Jahr 1811 waren außer dem Königsbrucher Hof lediglich zwei kleine Häuschen, genannt Steinthor, verzeichnet. Die beim Königsbrucher und Karlsberger Hof beschäftigten Tagelöhner, Handwerker und kleine Landwirte haben sich ab 1820 nach und nach in dem auch heute noch als Schelmenkopf (benannt nach dem 258 Meter hohen Hausberg) bekannten Ortsteil angesiedelt. Hieraus wurde später das heutige Bruchhof. Durch den Ort verläuft die Bahnstrecke Mannheim–Saarbrücken; es gibt aber keine Haltestelle mehr.

## Sanddorf
Im Sanddorfer Wald auf dem Karlsberg, ehemals Buchenberg, befinden sind die Ruinen des Schlosses Karlsberg. Das einzige noch erhaltene Gebäude der Schlossanlage ist der Karlsberger Hof in Sanddorf. Er wurde 1776–85 als Baumagazin des Schlosses errichtet und in der Folgezeit als Vorrats- und Wohngebäude, Zuckerraffinerie, Brauerei und Forsthaus genutzt. Schließlich wurde er 1975 von der Karlsberg Brauerei aufgekauft, renoviert und anschließend als Direktorenvilla genutzt.

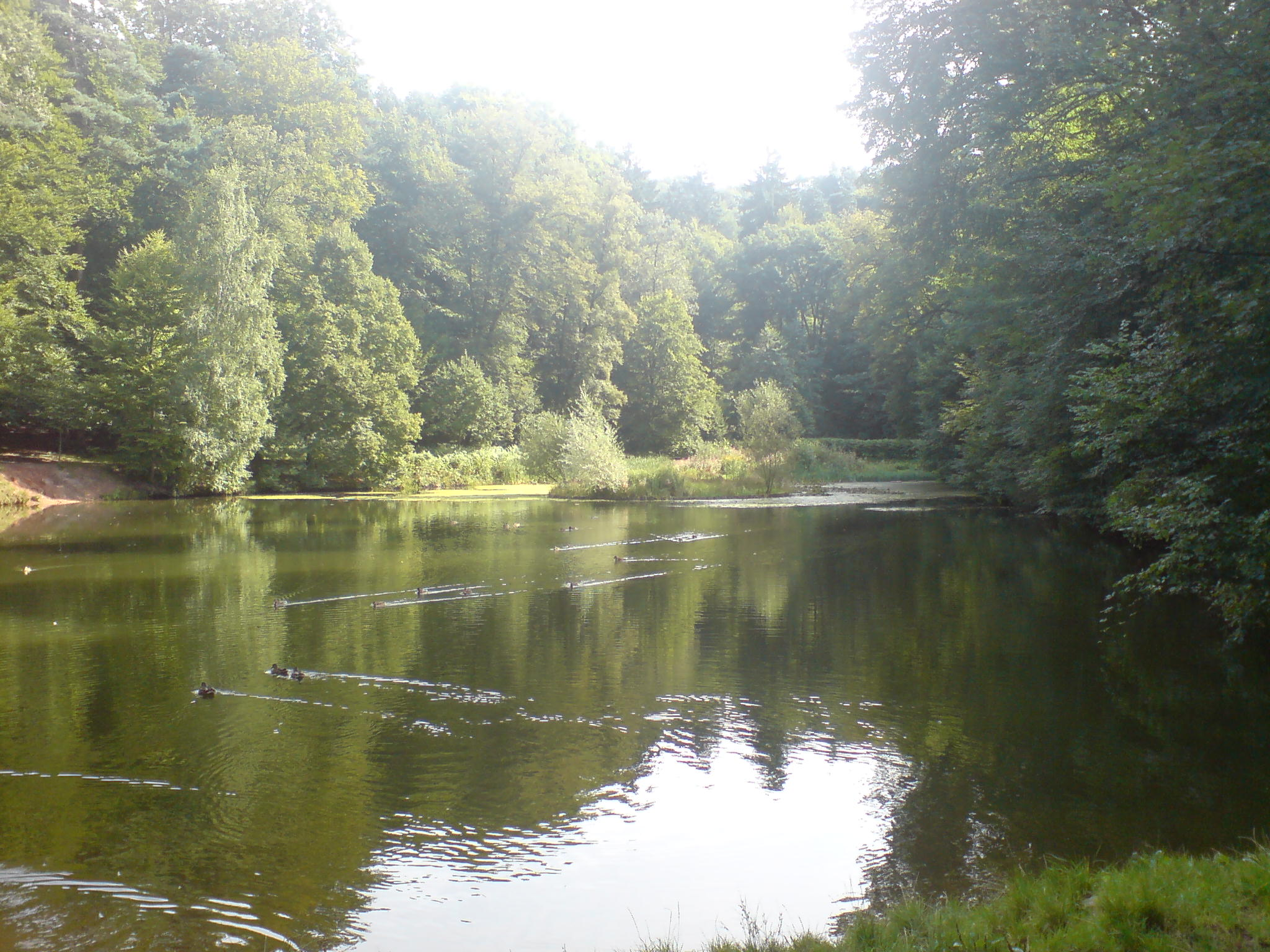
Der Karlsbergweiher im Sanddorfer Wald
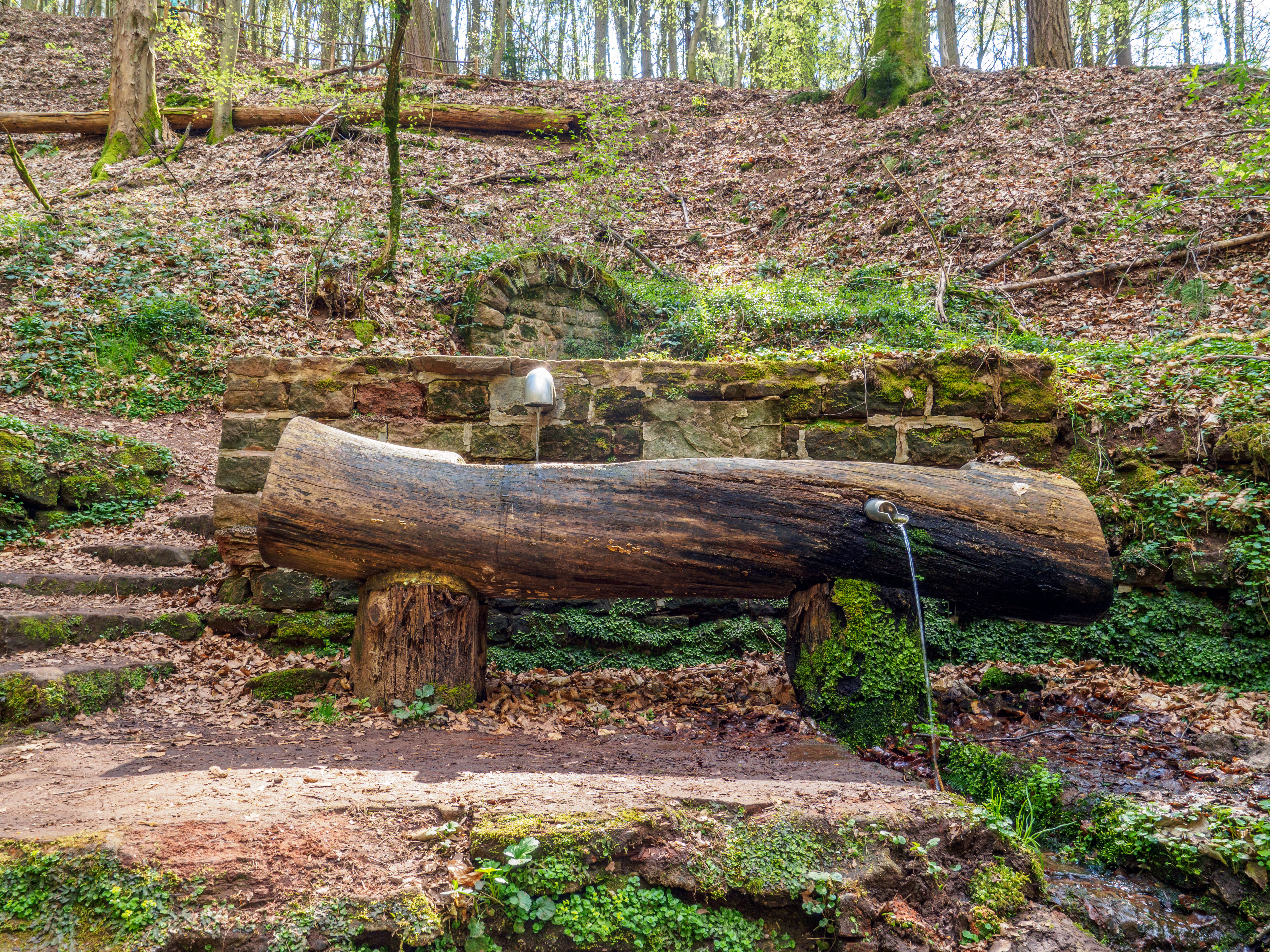
Die Karlsbergquelle im Sanddorfer Wald

## Eichelscheid
In Eichelscheid gab es von 1892 bis 1959 einen Bahnhof. Dieser wurde unter anderem von den Einwohnern der abseits der Bahnstrecke liegenden Orte Bechhofen, Lambsborn, Rosenkopf, Käshofen und Wiesbach genutzt, für die Eichelscheid die nächstgelegene Station war. Dem Bahnhof angeschlossen war ein Güterbahnhof auf dem vorwiegend Düngemittel, Saatgut und landwirtschaftliche Maschinen für die erwähnten Orte vor allem aber den Eichelscheiderhof umgeschlagen wurden.
Der Bahnhof war von 1920 bis 1935 sowie von 1945 bis Ende 1956 die Grenzstation der Bahn zwischen dem damals eigenständigen Saargebiet bzw. Saarland und der Bundesrepublik Deutschland. Auch der Grenzübergang der Kaiserstraße befand sich hier. Mit der wirtschaftlichen Eingliederung des Saarlandes 1959 wurde der Haltepunkt geschlossen.

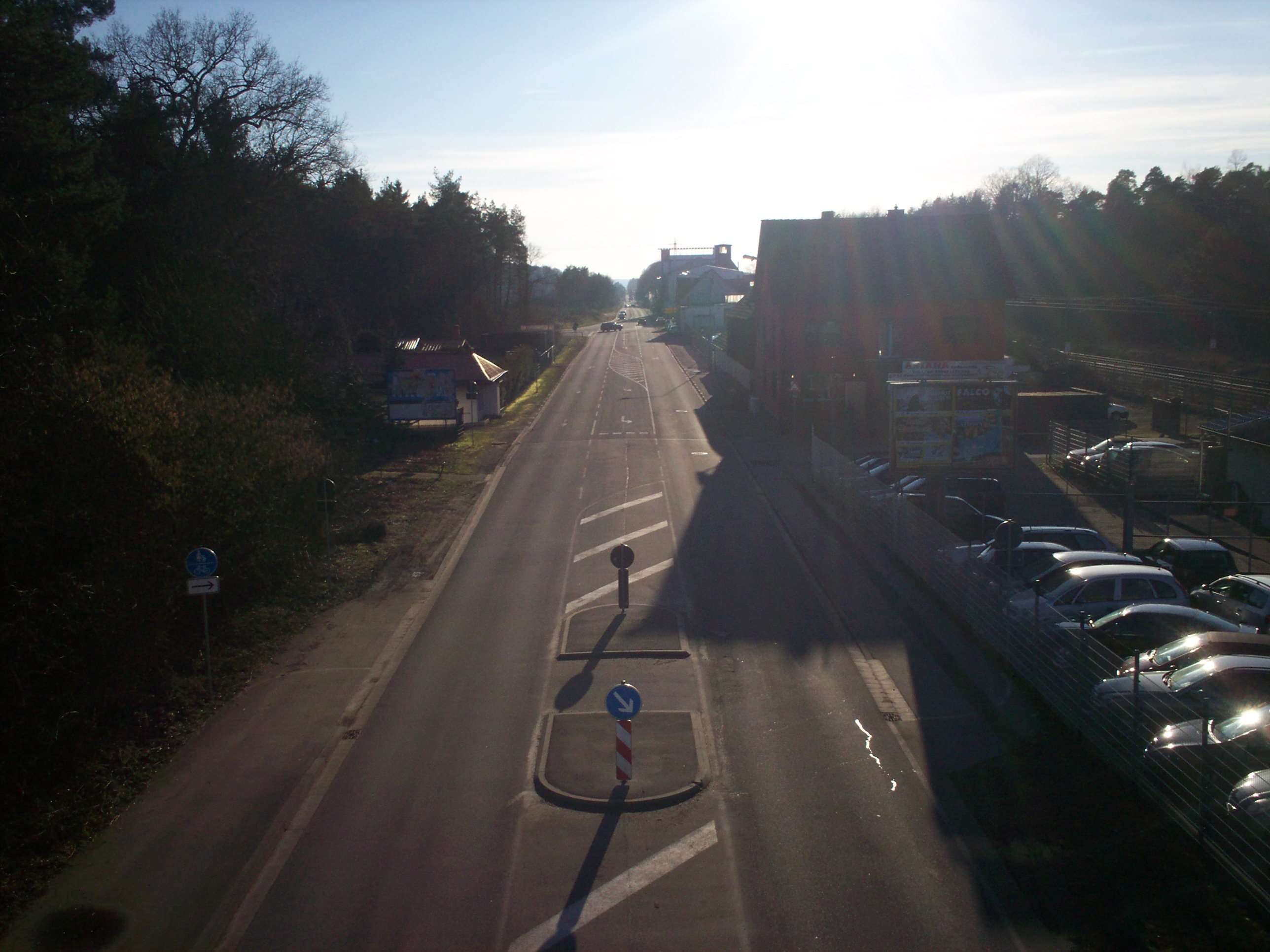
Blick auf Eichelscheid
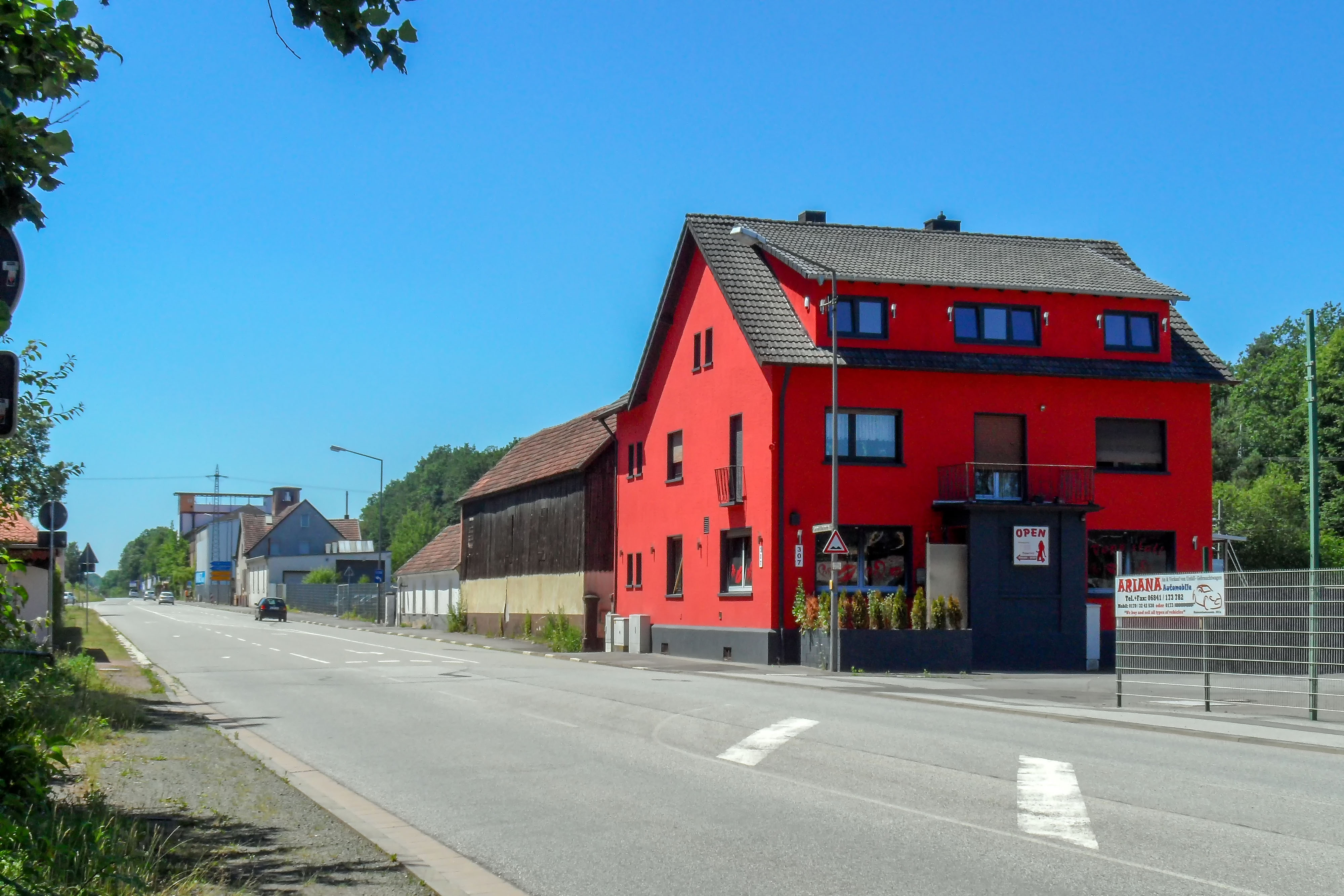
Ansicht von Eichelscheid – Blick Richtung Südwesten
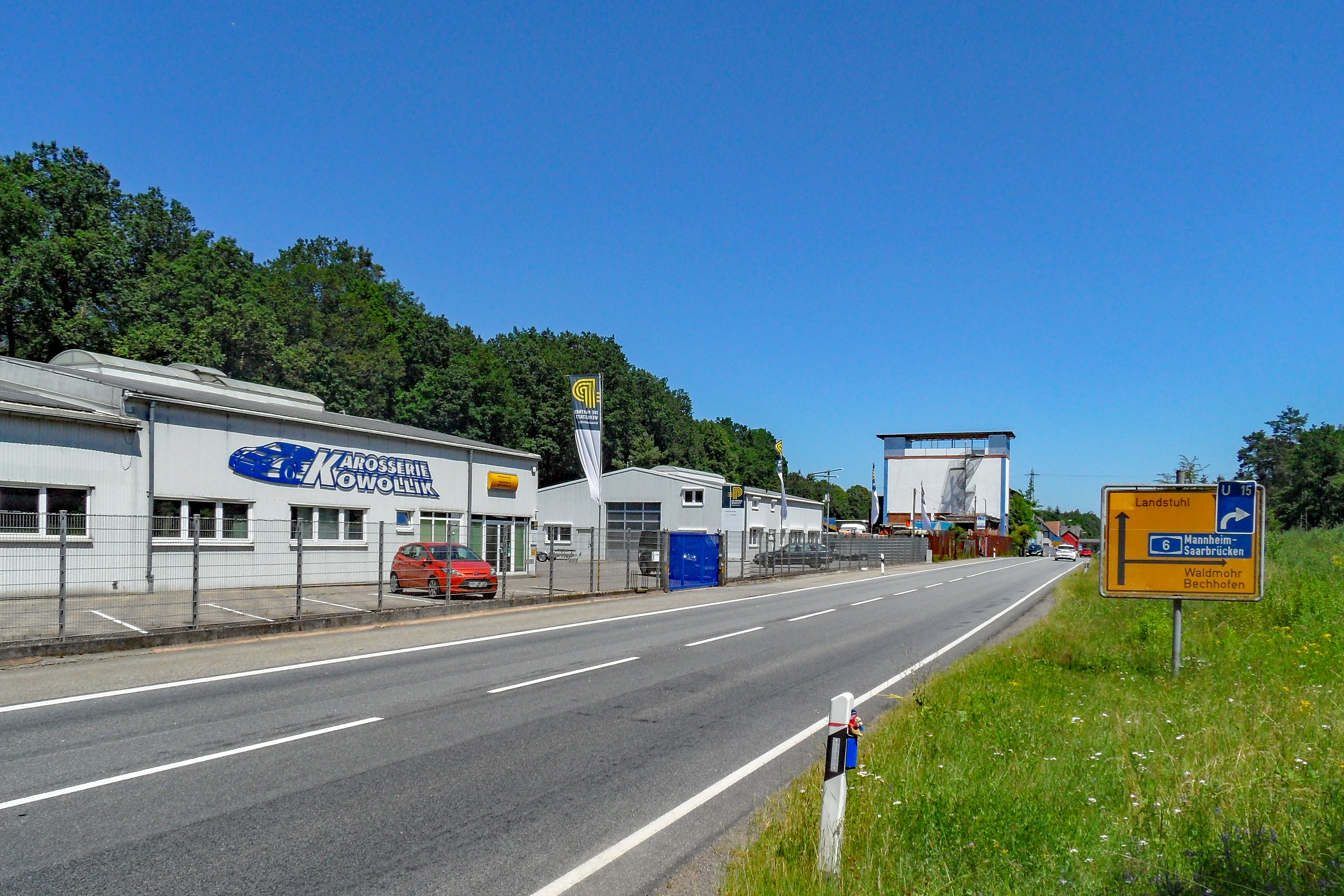
Ansicht von Eichelscheid – Blick Richtung Nordosten

## Politische Zugehörigkeit
Nach dem Wiener Kongress gehörten Bruchhof und Sanddorf von 1818 bis 1862 zum Landkommissariat Homburg im bayerischen Rheinkreis (1837 in „Kreis Pfalz“ umbenannt), von 1862 bis 1920 zum Bezirksamt Homburg. Infolge des Versailler Vertrages wurden Bruchhof und Sanddorf aus der Stadt – und damit auch aus dem Bezirksamt – Homburg ausgegliedert, da sie bei der Abtrennung des Saargebiets abweichend beim Deutschen Reich und dem Freistaat Bayern verblieben waren. Ab 1. April 1921 bildeten diese Ortschaften daher eine eigenständige Gemeinde Bruchhof-Sanddorf, die ebenso wie Kirrberg, von nun an zum Bezirksamt Zweibrücken gehörte. Nach der Rückgliederung des Saarlands infolge der Volksabstimmung im Saargebiet 1935 kam es am 1. April 1938 zur Wiedereingemeindung in die Stadt Homburg.

## Campingplatz Königsbruch

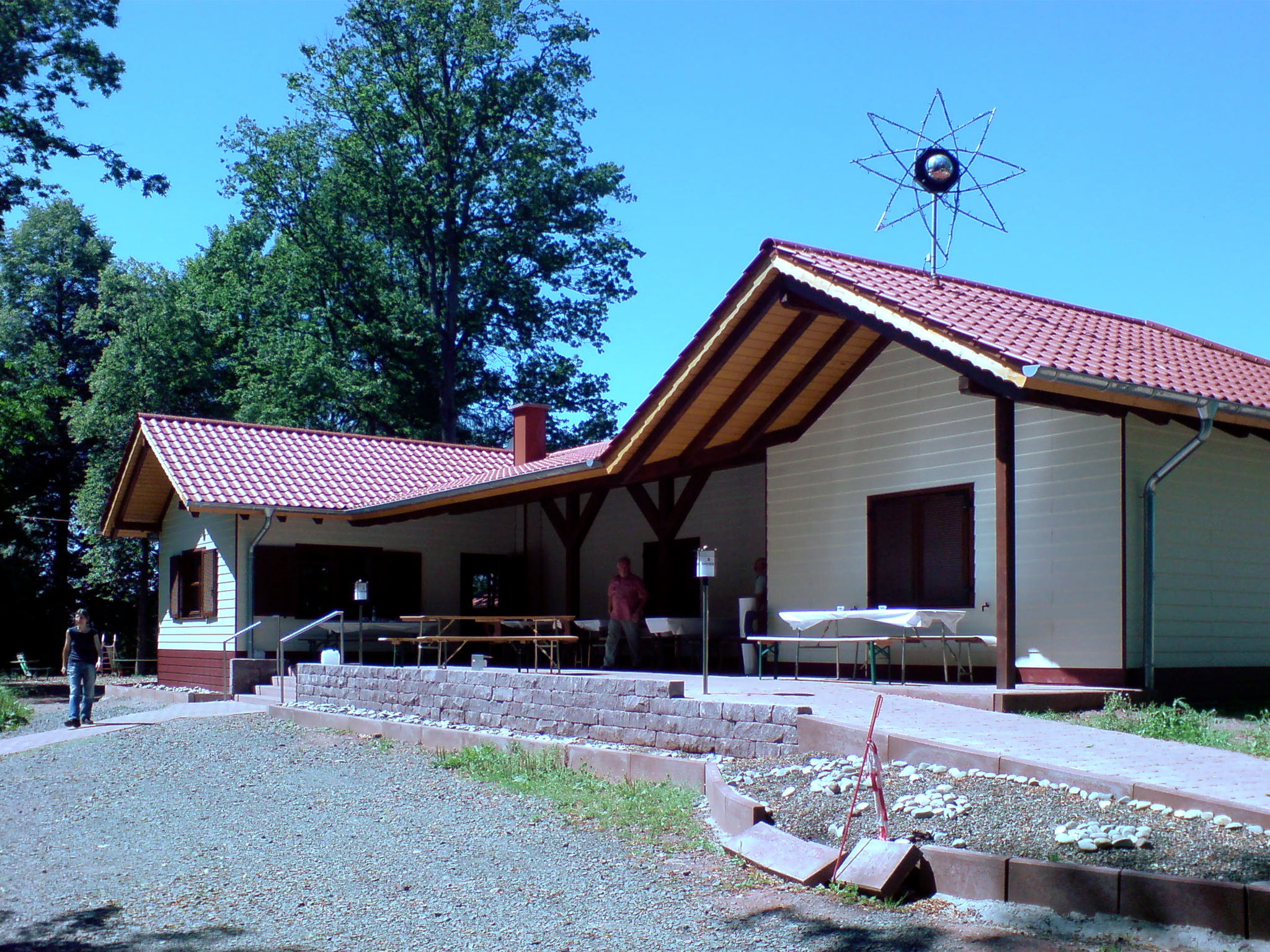
Die neue Kehrberghütte

Im Königsbruch zwischen Eichelscheid und Eichelscheiderhof liegt der Campingplatz Königsbruch. Mit 250.000 m² Grundfläche und 500 Stellplätzen an vier eigenen Baggerseen ist er einer der größten Campingplätze im Saarland.

## Einrichtungen
Im Ort befinden sich die Grundschule Bruchhof-Sanddorf, eine Kindertagesstätte sowie eine Zweigstelle der Stadtbücherei. Im Mai 2009 wurde der neugestaltete Dorfplatz eingeweiht. Etwas abseits im Wald auf dem Großen Kehrberg befindet sich die 2012 eröffnete neue Gustav-Köhler-Hütte (Kehrberghütte) des Pfälzerwald-Vereins Ortsgruppe Homburg. Sie ersetzt die alte Kehrberghütte von 1956, die 2010 einem Brandanschlag zum Opfer fiel.